# Georgij Fljorov
Georgij Nikolajevič Fljorov [fľorov] (také psán Flerov, rusky Геооргий Николаевич Флёров; 2. března 1913 – 19. listopadu 1990) byl sovětský jaderný fyzik, známý především díky objevu spontánního štěpení. V roce 2012 byl prvek 114 flerovium pojmenován po výzkumné laboratoři Spojeného ústavu jaderných výzkumů nesoucí jeho jméno.

## Život
Fljorov se narodil v Rostově na Donu. Chodil do Leningradského polytechnického institutu (nyní známého jako Petrohradská státní polytechnická univerzita) kde se zaměřil na fyziku tepla a jadernou fyziku.
Proslul svým dopisem Stalinovi v dubnu 1942, z doby kdy sloužil jako poručík letectva. V dopise poukázal na okolnost, že ve Spojených státech, Velké Británii a Německu zcela vymizely vědecké publikace týkající se jaderného štěpení. Fljorov naléhal, aby se bez odkladů začala budovat uranová bomba, což nakonec vedlo ke vzniku projektu sovětské atomové bomby.
V roce 1940 objevil s Konstantinem Petržakem spontánní štěpení. Rovněž deklaroval objev dvou nových transuranů: seaborgia a bohria.
Založil Fljorovovu laboratoř jaderných reakcí (FLNR), jednu z hlavních laboratoří Spojeného ústavu jaderných výzkumů v Dubně v roce 1957 a byl jejím ředitelem až do roku 1989. Během tohoto období byl také předsedou Vědecké Rady Akademie Věd SSSR.

## Vyznamenání a ocenění
- Hrdina socialistické práce (1949)
- Leninův řád (1949, 1983)
- Řád říjnové revoluce (1973)
- Řád vlastenecké války, 1. třída (1985)
- Leninova cena (1967)
- Stalinova cena (1946, 1949)
- Státní cena SSSR (1975)
- Čestný občan Dubny
- Prvek flerovium (atomové číslo 114) pojmenován po něm